# Liste des circuits français de Formule 1
Sept circuits de Formule 1 français ont accueilli des manches du championnat du monde de Formule 1 depuis sa création en 1950. Vingt-et-une villes françaises ont également accueilli, sur des circuits temporaires ou fixes, des Grands Prix disputés hors-championnat du monde, entre 1946 et 1963.

## Circuits français ayant accueilli des Grands Prix comptant pour le championnat du monde de Formule 1
| Nom                           | Développement | Nombre de Grands Prix organisés | Saisons de Formule 1                                                  | Dernier vainqueur | Dernier vainqueur |
| Nom                           | Développement | Nombre de Grands Prix organisés | Saisons de Formule 1                                                  | Pilote            | Écurie            |
| ----------------------------- | ------------- | ------------------------------- | --------------------------------------------------------------------- | ----------------- | ----------------- |
| Circuit de Nevers Magny-Cours |               | 18                              | 1991-2008                                                             | Felipe Massa      | Ferrari           |
| Circuit Paul-Ricard           |               | 17                              | 1971/1973/1975-1976/1978/1980/1982-1983/1985-1990/2018-2019/2021-2022 | Max Verstappen    | Red Bull          |
| Circuit de Reims-Gueux        |               | 11                              | 1950-1951/1953-1954/1956/1958-1961/1963/1966                          | Jack Brabham      | Brabham           |
| Circuit de Rouen-les-Essarts  |               | 5                               | 1952/1957/1962/1964/1968                                              | Jacky Ickx        | Ferrari           |
| Circuit de Dijon-Prenois      |               | 5                               | 1974-1975/1977/1979/1981-1982/1984                                    | Niki Lauda        | McLaren           |
| Circuit de Charade            |               | 4                               | 1965/1969-1970/1972                                                   | Jackie Stewart    | Tyrrell           |
| Circuit Bugatti               |               | 1                               | 1967                                                                  | Jack Brabham      | Brabham           |

### Bugatti
Le circuit Bugatti, de 4 422 mètres de développement, situé au Mans a été conçu par l'ingénieur Charles Deutsch à l'intérieur du circuit des 24 Heures du Mans.
Il a accueilli le Grand Prix de France 1967. Son tracé n'a reçu ni l'approbation des pilotes, ni celle des spectateurs.

### Charade
Le circuit de Charade, à Saint-Genès-Champanelle, a  accueilli quatre éditions du Grand Prix automobile de France, en 1965, en 1969, en 1970 et 1972.
D'une longueur de 8 055 mètres et constitué de cinquante-et-un virages, il offre un profil montagneux.

### Dijon-Prenois
Le circuit de Dijon-Prenois, à Prenois, a accueilli cinq Grands Prix de France en 1974, 1977, 1979, 1981 et 1984 ainsi que le Grand Prix de Suisse 1982.
Son faible développement de 3 887 mètres a été jugé trop court par la FIA, les derniers concurrents étant trop rapidement rattrapés : il a perdu son agrément Formule 1.

### Nevers Magny-Cours
Le circuit de Nevers Magny-Cours, situé près de Magny-Cours, a accueilli dix-huit éditions du Grand Prix de France, de 1991 à 2008.
Son développement initial, de 4 250 mètres jusqu'en 2002, a été ensuite porté à 4 411 mètres.

### Paul-Ricard
Le circuit Paul-Ricard, situé au Castellet, a accueilli quatorze Grands Prix de France (en 1971, 1973, 1975, 1976, 1978, 1980, 1982, 1983 puis de 1985 à 1990). Il accueille à nouveau la Formule 1 depuis 2018. Jusqu'en 1985 son développement était de 5 810 mètres ; à partir de 1986 il est réduit à 3 813 mètres,.

### Reims-Gueux
Le circuit de Reims-Gueux, situé entre les villages de Thillois et de Gueux, a accueilli onze Grands Prix de France (en 1950, 1951, 1953, 1954, 1956, de 1958 à 1961, en 1963 et enfin en 1966). D'une longueur de 7 816 mètres jusqu'en 1951, il passe ensuite à 8 302 mètres.

### Rouen-les-Essarts
Le circuit de Rouen-les-Essarts, sur les communes de Grand-Couronne et d'Orival, a accueilli cinq Grands Prix de France en 1952, 1957, 1962, 1964 et 1968.
D'une longueur initiale de 5 100 mètres, il passe à 6 542 mètres à partir de 1957.

## Circuits français ayant accueilli des Grands Prix hors-championnat du monde de Formule 1

### Albi
Le circuit des Planques, de 8 899 mètres à 9 226 mètres, a été utilisé de 1933 à 1955,. Il est remplacé par le circuit d'Albi de 3 565 mètres en 1959.

### Aix-Les-Bains
Le circuit du lac d'Aix-les-Bains a accueilli :
- le IV Circuit du lac, le 8 juin 1952[15].
- le V Circuit du lac, le 26 juillet 1953[16].

### La Baule
Le circuit temporaire de La Baule, de 4 264 mètres a accueilli le IV Grand Prix de la Baule, le 24 août 1952.

### Bordeaux
Le circuit temporaire de Bordeaux, de 2 457 mètres, a accueilli :
- le Grand Prix de Bordeaux, le 29 avril 1951[18].
- le II Grand Prix de Bordeaux, le 3 mai 1953[19].
- le III Grand Prix de Bordeaux, le 9 mai 1954[20].
- le IV Grand Prix de Bordeaux, le 24 avril 1955[21].

### Boulogne
Le circuit temporaire du Bois de Boulogne, de 3 193 mètres à 3 202 mètres, a accueilli :
- la Coupe de la résistance, le 30 mai 1946[22].
- le II Grand Prix du Salon de Paris, le 6 octobre 1946[23].
- le V Grand Prix de Paris, le 20 mai 1951[24].

### Cadours
Le circuit de Cadours a accueilli :
- le IV Grand Prix de Cadours, le 14 septembre 1952[25].
- le V Grand Prix de Cadours, le 30 août 1953[26].
- le VI Grand Prix de Cadours, le 12 septembre 1954[27].

### Caen
Le circuit temporaire de Caen a accueilli :
- le Grand Prix de Caen, le 27 juillet 1952[28].
- le III Grand Prix de Caen, le 25 juillet 1954[29].
- le IV Grand Prix de Caen, le 26 août 1956[30].
- le V Grand Prix de Caen, le 28 juillet 1957[31].
- le VI Grand Prix de Caen, le 20 juillet 1958[32].

### Dijon
Le circuit temporaire de Dijon, de 2 060 mètres, a accueilli le III Grand Prix de Bourgogne, le 7 juillet 1946.

### Linas-Montlhéry
Le circuit de Linas-Montlhéry, de 6 283 mètres, a accueilli :
- le III Grand Prix du Salon de Paris, le 16 novembre 1947[34].
- le IV Grand Prix du Salon de Paris, le 10 octobre 1948[35].
- le V Grand Prix du Salon de Paris, le 10 octobre 1949[36].

- le II Grand Prix de Paris, le 30 mai 1948[37].
- le III Grand Prix de Paris, le 24 avril 1949[38].
- le IV Grand Prix de Paris, le 30 avril 1950[39].
- le VI Grand Prix de Paris, le 25 mai 1952[40].

### Lyon
Le circuit temporaire de Lyon-Parilly, de 7 291 mètres, a accueilli le XXXIV Grand Prix de L'ACF, le 21 septembre 1947.

### Marcq-en-Barœul
Le circuit temporaire de Marcq-en-Barœul, de 5 261 mètres, a accueilli le Circuit des trois villes, le 25 août 1946.

### Marseille
Le circuit temporaire de Marseille a accueilli :
- le V Grand Prix de Marseille, le 13 mai 1946[43].
- le VI Grand Prix de Marseille, le 18 mai 1947[44].
- le VII Grand Prix de Marseille, le 22 mai 1949[45].
- le X Grand Prix de Marseille, le 27 avril 1952[46].

### Nice
Le circuit temporaire de Nice, de 3 218 mètres, a accueilli :
- le V Grand Prix de Nice, le 22 avril 1946[47].
- le VI Grand Prix de Nice, le 20 juillet 1947[48].

### Nimes
Le circuit temporaire de Nîmes-Courbessac, de 7 816 mètres, a accueilli le III Grand Prix de Nîmes, le 1er juin 1947.

### Pau
Le circuit de Pau, de 2 769 mètres, a accueilli le VI Grand Prix de Pau, le 7 avril 1947.

### Perpignan
Le circuit temporaire de Perpignan, de 2 217 mètres à 2 738 mètres a accueilli
- le 1er Grand Prix du Roussillon, le 30 juin 1946[51].
- le II Grand Prix du Roussillon, le 27 avril 1947[52].
- le IV Grand Prix du Roussillon, le 7 mai 1949[53].

### Les Sables-d'Olonne
Le circuit temporaire Les Sables-d'Olonne, de 2 349 mètres, a accueilli :
- le II Grand Prix des Sables-d'Olonne, le 13 juillet 1952[54].
- le III Grand Prix des Sables-d'Olonne, le 9 août 1953[55].

### Saint-Cloud
Le circuit temporaire de Saint-Cloud, de 6 002 mètres, a accueilli la Coupe René le Bègue, le 9 juin 1946.

### Saint Gaudens
Le circuit temporaire de Saint-Gaudens, de 4 391 mètres à 11 005 mètres, a accueilli :
- le XIII Grand Prix du Comminges, le 10 août 1947[57].
- le XIV Grand Prix du Comminges, le 1er août 1948[58].
- le XVI Grand Prix du Comminges, le 10 août 1952[59].

### Saint-Just-Andrezieux
Le circuit temporaire de Saint-Just - Andrézieux, de 4 763 mètres, a accueilli le Grand Prix du Forez, le 19 mai 1946.

### Strasbourg
Le circuit temporaire de Strasbourg, de 3 631 mètres, a accueilli le II Grand Prix d'Alsace, le 3 août 1947.